# Лучкін Владислав Геннадійович
Владислав Геннадійович Лучкін (рос. Владислав Геннадьевич Лучкин; 3 лютого 1982, м. Череповець, СРСР) — російський хокеїст, центральний нападник. Кандидат у майстри спорту.
Вихованець хокейної школи «Сєвєрсталь» (Череповець). Виступав за «Сєвєрсталь» (Череповець), СКА (Санкт-Петербург), «Молот-Прикам'я» (Перм), «Спартак» (Москва), «Енергія» (Кемерово), «Автомобіліст» (Єкатеринбург), «Торос» (Нефтекамськ), «Кубань» (Краснодар), «Рубін» (Тюмень), «Сариарка» (Караганда), «Супутник» (Нижній Тагіл).
У складі юніорської збірної Росії учасник чемпіонату світу 2000.

## Досягнення
- Чемпіон ВХЛ (2012)
- Срібний призер юніорського чемпіонату світу (2000).